# 요앙 볼리
요앙 알렉상드르 마디 볼리(프랑스어: Yohan Alexandre Mady Boli, 1993년 11월 17일 ~ )는 카타르 스타스 리그의 카타르 SC에서 뛰고 있는 코트디부아르의 축구 선수이다. 프랑스 태생으로 코트디부아르 국가대표팀으로 활약하고 있다.

## 국가대표팀 경력
볼리는 프랑스에서 태어났으며 혈통은 코트디부아르이다. 그는 2017년 9월 2일 가봉과의 2018년 FIFA 월드컵 예선 전에서 1-2로 패한 경기에서 코트디부아르 국가대표팀에 데뷔했다.

## 사생활
볼리는 프랑스의 국제 축구 선수 바질 볼리의 조카인 전 코트디부아르 축구 선수 로제 볼리의 아들이며, 코트디부아르 축구 선수 야니크 볼리의 사촌이다. 볼리의 형제인 케빈 볼리와 찰스 볼리 또한 프로 축구 선수이다.